# Mouaad Madri
Mouaad Madri, né le 9 avril 1990 à Saint-Pol-sur-Mer, est un footballeur franco-marocain, jouant comme attaquant au FC Saint-Martin-lez-Tatinghem.

## Carrière

### Ses débuts
Né à Saint-Pol-sur-Mer dans la région des Hauts-de-France, il est formé à l'AS Dunkerque sud avant de rejoindre l'USL Dunkerque qui évolue en CFA 2 où il joue sept rencontres et marque à deux reprises durant la saison 2010-2011. Promus en CFA lors de la saison 2011-2012, il y dispute 26 matchs et marque 7 buts puis, la saison suivante, participe à 27 rencontres pour 5 buts. En 2013, le club est promu en National, Mouaad Madri y inscrit 11 buts avec l'USL lors de la saison 2013-2014. Il marque notamment un doublé sur la pelouse de Vannes, permettant à son équipe d'arracher le point du match nul.

### AC Ajaccio (2014-2017)
Ses bonnes performances avec Dunkerque lui permettent de rejoindre l'AC Ajaccio, club de Ligue 2, en 2014 et de faire ses premiers pas dans le monde professionnel. Lors de la première journée, il fait sa première apparition sous ses nouvelles couleurs en remplaçant Johan Cavalli contre Arles-Avignon. Il marque son premier but en Coupe de la Ligue contre Troyes. Le 28 octobre 2014, il donne la victoire à son équipe avec l'unique but du match en seizièmes de finale de la Coupe de la Ligue contre Montpellier. Le 6 décembre 2014, il égalise contre Borgo FC en Coupe de France. Il marque son premier but en championnat le 17 janvier 2015 contre le FC Sochaux-Montbéliard et offre le match nul dans les arrêts de jeu à son équipe. Le 21 novembre 2015 il marque au 7e tour de la Coupe de France contre Brétigny.
Le 15 janvier 2016, il ouvre le score contre Évian Thonon Gaillard Football Club. Lors de la septième journée, le 16 septembre 2016 contre Valenciennes FC, Mouaad Mouaad permet à son équipe d'arracher le nul au Stade du Hainaut. Le 7 novembre 2016 , il donne le match nul à son club contre le Racing Club de Lens.
Le 13 janvier 2017, il inscrit un but contre Troyes. Lors de la vingt-huitième journée de championnat, il marque le deuxième but contre le Stade Brestois. Le 17 avril, il inscrit un doublé contre le RC Strasbourg mais lui et ses coéquipiers s'inclinent (4-2).
Madri, lors des quatre dernières journées de championnat de la saison 2016-2017, marque à trois reprises et finit onzième du classement des buteurs avec 10 buts et deuxième meilleur buteur du club derrière Riad Nouri. Durant cette saison, il délivre également cinq passes décisives.

### RC Lens (2017-2020)
En fin de contrat, il paraphe un contrat de 2 ans, plus une année en option, avec le Racing Club de Lens le 7 juin 2017. Il débute sous ses nouvelles couleurs le 31 juillet 2017 sur la pelouse de l'AJ Auxerre (défaite 1-0). Le 4 août 2017, au cours de la 2e journée de Ligue 2, il se blesse gravement dès la 11e minute lors de la réception du Nîmes Olympique. Disputant un ballon avec le défenseur gardois Fabien Garcia, il est victime d'une fracture du tibia droit, l'éloignant des terrains pour six à huit mois.
Mouaad revient dans le groupe fin 2018.
En janvier 2019, il connait sa première titularisation en championnat contre l'AS Nancy après avoir été éloigné du terrain pendant un an et demi à cause de sa blessure au tibia. Match au cours duquel il rechute, ce qui le tient éloigné des terrains pendant au moins trois mois.
Le 16 novembre 2019, il se blesse à nouveau lors du match de coupe de France contre l'US Boulogne-sur-Mer lors de la prolongation. Il entre à la 103ème pour sortir dix minutes plus tard. Le 13 mai 2020, il annonce officiellement qu'il quitte le RC Lens via son compte Instagram.

### Retour au foot amateur
Le 3 février 2022, plus de vingt mois plus tard, il rejoint Le Touquet AC en National 3 avec qui il termine la saison avant de rejoindre l'Olympique Grande-Synthe en Régional 1. Il y passe une saison avant de rejoindre une autre équipe de Régional 1, le FC Loon Plage.
Après deux saisons au club, il rejoint à l'été 2025 le FC Saint-Martin-lez-Tatinghem qui vient d'être promu en Régional 3.

## Palmarès
Il est champion du groupe A de CFA en 2013 avec l'USL Dunkerque.